# Xana Serê
Xana Serê (kurdisch Haupthaus) oder Chan al-Dschabal (arabisch خان الجبل Chān al-Dschabal, DMG Ḫān al-Ǧabal) ist ein Dorf im Nordosten von Syrien nahe der türkischen und irakischen Grenze. Die Dorfbewohner gehören hauptsächlich zum Volk der Kurden.

## Lage
Xana Serê liegt im Gouvernement al-Hasaka, im Distrikt al-Malikiyya und liegt gleichzeitig auch im gleichnamigen Unterdistrikt. Das Dorf liegt in rund 500 Meter Höhe. Bis zur türkischen, als auch zur irakischen Grenze, beträgt die Fahrtzeit 3 Stunden. Das Dorf liegt an einer wichtigen Kreuzung, die die Schnellstraße 716 mit einer Landstraße aus der Autonomen Region Kurdistan verbindet.

## Bevölkerung
Xana Serê hat etwa 1500 Einwohner (Stand August 2024). Die Einwohnerzahl ist erheblich gesunken aufgrund der Flucht vieler Bewohner infolge des anhaltenden Bürgerkriegs in Syrien seit 2011. Die Mehrheit sind Sunniten, die der schafiitischen Rechtsschule folgen. Im Dorf gibt es eine Moschee. Im Norden des Dorfes befindet sich der Friedhof. Nicht weit weg ist Lalish, der Pilgerort der Glaubensgemeinschaft der Jesiden.

## Wirtschaft
Die Haupteinnahmequelle der Dorfbevölkerung ist die Landwirtschaft, vor allem Olivenanbau, Getreideanbau und Viehzucht. Im Norden des Dorfes befinden sich Olivenplantagen. Im Südwesten beginnen die Getreidefelder und wenn man nach Südosten fährt kann man Fruchtfelder sehen, in denen Wassermelonen usw. angebaut werden. Die Landwirtschaft wird sowohl manuell, als auch maschinell betrieben. Bei der Getreideernte hilft meistens die gesamte Familie mit. Im Dorf befinden sich einige wenige Restaurants und viele Street-Food-Stände. Es gibt einen Eventsaal sowie Friseurläden und Werkstätte.

## Verkehr
Von Süden aufwärts bis nach al-Malikiyya und weiter an die türkische Grenze befindet sich die Schnellstraße 716. Nordöstlich des Dorfes kreuzt es eine Landstraße aus Irakisch-Kurdistan. Auf genau jener Landstraße fuhren die Pêşmerge an dem Dorf vorbei, um die kurdischen Volksverteidigungseinheiten bei der Belagerung von Kobanê durch den IS zu unterstützen.

## Bildung
Xana Serê hat eine Grundschule, eine Sekundarschule I. und eine Sekundarschule II. Das Gebäude, in der die Schulen sind, liegt zentral. Die Analphabetenrate hat einen Sinkflug erlebt, seitdem die Partei der Demokratischen Union (PYD) die Kontrolle in der Autonomen Administration von Nord- und Ostsyrien – Rojava übernommen hat und eine offizielle Schulpflicht einführte. In der Schule wird auf Kurdisch, Arabisch und Englisch gelehrt. Es wird auch Erstsprachunterricht angeboten für hinzugezogene Familien, die keinem der drei Sprachen mächtig sind.